# 호유해운
호유해운은 대한민국의 해운회사로 1999년에 LG칼텍스정유와 흡수합병으로 해산되었다.

## 역사
- 1972년 - 호남탱카 설립
- 1974년 - 호남펄호를 입항
- 1994년 - 대한유조선과 합병 호유해운으로 사명변경
- 1994년 - 호유그린 1호와 호유그린 2호를 도입
- 1996년 - LNG 운송 사업 참여
- 1999년 - LG칼텍스정유와 합병

## 같이 보기
- GS칼텍스
- 유조선